# Янушкевич Адольф Михайлович

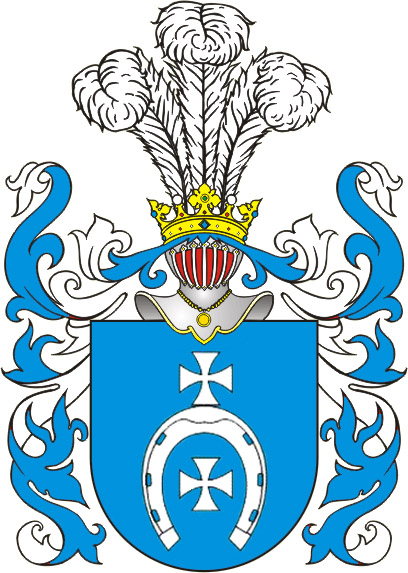
Родовий герб Янушкевичів Любич.

Адольф Михайлович Янушкевич (Adolf Michał Walerian Julian Januszkiewicz), нар. 9 червня 1803, у м. Несвіж, нині Мінська область, Білорусь — пом. 19 червня 1857 р., маєток Дзягільна, нині Дзержинський район (Мінська область) — польський, білоруський поет, етнограф, революціонер. Відомий завдяки історико-етнографічним записам про казахів: книга «Дневники и письма из путешествий по киргизским степям» перекладена на багато мов. Друг Адама Міцкевича, прототип Адольфа з III частини його поеми «Дзяди».

## Біографія
Народився в Несвізькому замку в небагатій родині шляхтичів Михайла й Теклі Янушкевичів, які жили при дворі Радзивіллів (або його усиновили Янушкевичі як родича). Його хрестив Михайло-Єронім Радзивілл. По батьківській і материнській лініям А. Янушкевич був родичем Костюшко, що відігравало важливу роль в сім'ї. Його молодшими братами були поет Евстафій Янушкевич, Ромуальд і Януарій. Також мав п'ять сестер.
А. Янушкевич навчався в Домініканській школі в Несвіжі, в середній школі у Вінниці на Поділлі. В 1821–1823 рр. був студентом літературного факультету Віленського університету, належав до круга філаретів — таємного патріотичного об'єднання студентів створеного Товариством філоматів. Писав вірші, які друкувались в періодичних виданнях у Вільнюсі. Дебютував 1821 р. в журналі «Dziennik Wileński» сентиментальною поемою «Мелітон та Евеліна». Належав до прихильників Адама Міцкевича й поширював його поезію на Поділлі. Жив у Кам'янці-Подільському (вулиця Домініканська, 2) і в сімейному маєтку Дягільно (придбаний сім'єю в 1821 р.). 1826 року був депутатом Головної палати з громадянських судових справ у Кам'янці.
Припинив службу в 1829 р. через хворобу і поїхав на лікування до Карлсбада, побував у Німеччині, Франції, Італії. В Римі зустрівся з А. Міцкевичем і А. Е. Одинцем. У вересні 1830 р. повернувся додому. Брав участь у Листопадовому повстанні як підпоручник армії повстанців, був одним із командирів легіону Литви, Волині й України; був поранений і потрапив у полон. За вироком суду від 4 березня 1832 р. був засуджений до повішання, яке замінили на довічне заслання до Сибіру з втратою дворянства і конфіскацією майна.
Був засланий до Тобольська, в острог, потім 1833 р. в село Желяково під Ішимом. В 1835 переїхав до Ішима, куди йому прислали з дому бібліотеку, рідні присилали періодику, його хата стала місцем зустрічі й бібліотекою для засланих. А. Янушкевич зав'язав дружбу з Густавом Зелінським⁣, а з 1836 р. О. І. Одоєвським. Зелінський використав записки А. Янушкевича і листи для свого самого знаменитого твору — поеми «Киргиз». О. І. Одоєвський, який певний час жив у одному домі з А. Янушкевичем, присвятив йому два вірші: «Ты знаешь их, кого я так любил» и «А. М. Янушкевичу, разделившему со мной ветку кипарисовую с могилы Лауры». В 1839–1840 рр. переклав «Історію завоювання Англії норманами» Огюстена Тьєррі, також цікавився польським та європейським літературним життям.
Адольф Янушкевич перебував на засланні 24 роки. Він сумував за рідним Поділлям, марив його красою, посилав вірші подільським друзям, чекаючи на вісті з берегів Смотрича.
У серпні 1841 переїхав до Омська. У зв'язку зі шлюбом цесаревича йому дозволили вступити на державну службу з присвоєнням чину «колезький реєстратор». З грудня 1842 р. працював у Прикордонному управлінні сибірських киргизів. Багато подорожував по казахських степах, вивчив казахську мову, записував казахський фольклор. Під час експедиції 1846 року склав «Дневник поездки в Сибирь», важливе джерело з історії Казахстану. В 1853 він переїхав до Нижнього Тагілу Пермської губернії, де став першим бібліотекарем першої бібліотеки, відкритої за розпорядженням М. М. Карамзіна, і садівником графа Анатолія Демидова, власника уральських заводів. Янушкевича було помилувано в 1856, він повернувся додому і наступного року помер, оскільки хворів на туберкульоз.

## Адреса
- 1824–1830 — Камянець-Подільський — житловий будинок, XVIII ст. вул. Домініканська, 2[5]

## Данина пам'яті
У Казахстані на честь А. Янушкевича названо вулиці в Астані (2003 р.) і Алмати.